# 利奥波德·齐默尔
利奥波德·齐默尔（Leopold Zimmerl，1899年5月4日—1945年9月14日）是納粹时期的奥德法学家。

## 生平
1899年5月4日生于维也纳。1918年通过离校考试后，齐默尔在维也纳和阿姆斯特丹经商三年。1921年到1925年，在维也纳大学学习法律。在1925年12月获得博士学位后，于1926年1月1日受聘为维也纳大学刑法系的研究助理。1928年，於維也納以 “Zur Lehre vom Tatbestand ”一文，獲特许任教资格。其論文获得温泽斯劳斯·冯·格莱斯帕赫（Wenzeslaus von Gleispach）等人的评价。
1928年到1934年間，齐默尔在维也纳教授刑法和刑事诉讼法。1930年起，擔任支薪的 "特别助理"。像之前的冯·格莱斯帕赫一样，他转向了国家社会主义，并于1931年6月1日加入了国家社会主义党（成员编号510.583）。他的讲座和会谈越来越多地包含了国家社会主义意义上的政治考虑。在1931年12月1日对德国人俱乐部（Deutscher Herrenklub，他可能是该俱乐部的成员）的演讲中，他批判了当時法律中 "各种非德国思想" 的主导地位。他反对采用罗马法，特别是因为罗马法在创立时就已经不再是古罗马法了。罗马人已经是 "非洲人、亚洲人和各种类型的蒙古人的混合体"。它的法律 "不能再是基于文化的法律"。此外，"非德国文化潮流"，即自由主义、共产主义和美国主义，使它进一步恶化。齐默尔要求建立一个真正的 "德国刑法"，为此，我们必须 "回到古老的日耳曼思想"。此外，"不仅是律师的地位，而且法官和检察官的地位也越来越多地充斥着对人民来说陌生的因素"。
1934年1月，齐默尔被维也纳大学开除。解雇的原因包括齐默尔和他的赞助人冯-格莱斯帕赫与国家社会主义的关系密切，在《管理档案》(„Verwaltungsarchiv“)杂志上为维也纳律师的 "抗议卷"(„Protestband“) 提供了政治異議，卻還包括該大学的财政困难状况。在1933/1934年的教职工名录中，他的名字被删去。同年，他受命为菲利普马尔堡大学的校长。在马尔堡，齐默尔与埃里希·施温格 (Erich Schwinge) 都将自己定位为基尔学派 (Kieler Schule) 的反对者，并反对使用 "健全国民情感"(Gesundes Volksempfinden) 这一术语。不断提及的 "健全国民情感" 并没有为法官提供他所需要的东西。他说，这个词太模糊了，其内容显然值得商榷。他认为，"就像最经常、最大声地喊'希特勒万岁'的人一定是最好的民族主义者一样，如果法律一再声称自己是最接近人民的，那也不能证明它是最接近人民的。"1936/37年，齐默尔担任马尔堡法学院院长和马尔堡大学的校长。1937年4月至1938年9月，任马尔堡校长。在他的领导下，对大学的所有荣誉参议员进行了审查，看他们是否忠于种族法意义上的政权和对纳粹国家的承诺。在1938年5月21日的参议院会议上，Georg Thöne 和 Wilhelm Lutsch 被剥夺了荣誉参议员的资格。这导致齐默尔和纳粹讲师协会 (Nationalsozialistischer Deutscher Dozentenbund) 成员之间的关系越来越紧张，在此过程中，齐默尔将 Friedrich Wachtsmuth 从哲学系主任的位置上撤下来。此后，齐美尔又与高登联合会领导人杜林和马尔堡大学的高登联合会领导人 Theodor Bersin 发生争执。由于齐默尔不被支持，且他向普鲁士文化部和大區 Karl Weinrich 提出的解除 Dürings 和 Bersin 职务的申请也没有得到批准，于1938年7月15日辭去校长一職。
1945年9月14日去世，葬於马尔堡。

## 著作
- De Lege Ferenda; Walter de Gruyter & Co., Berlin und Leipzig 1931

## 外部連結
- Zimmerl, Leopold （页面存档备份，存于）. Hessische Biografie. (Stand: 18. November 2019). In: Landesgeschichtliches Informationssystem Hessen (LAGIS).